# Широка Лика
Широ́ка Ли́ка (болг. Широка лъка) — село в Смолянській області Болгарії. Входить до складу общини Смолян.

## Населення
За даними перепису населення 2011 року у селі проживали 503 особи, з них 442 особи (99,8%) — болгари.
Розподіл населення за віком у 2011 році:
Динаміка населення: